# Nannocyrtopogon neoculatus
Nannocyrtopogon neoculatus là một loài ruồi trong họ Asilidae. Nannocyrtopogon neoculatus được Wilcox & Martin miêu tả năm 1957. Loài này phân bố ở vùng Tân Bắc giới.